# Арабизация
Арабизацията (на арабски: تعريب) е процес на разгръщане на арабското културно влияние в неарабска територия, при което нейните жители започват да говорят на арабски език и/или привнасят арабската култура и идентичност в обществото си.
Тя се проявява най-вече през 7 век, когато арабите мюсюлмани провеждат походи за налагане на арабския език, култура, и – тъй като това се осъществява от араби мюсюлмани, а не от християни или говорещи арабски евреи – също така и изнасянето на исляма. Последиците от това са, че елементи от арабското общество се консолидират с форми и стадии на развитие на елементи от вече завладените цивилизации, и това води до крайното им самоопределяне като арабски.
След възхода на исляма в Хиджаз арабската култура и език се разпространяват по пътя на търговията с африканските държави, военните кампании, смесени бракосъчетания между араби и неараби, което се случва в Египет, Сирия, Палестина и Судан. Полуостровният арабски език получава по-сериозно покритие по тези земи; в същото време се образуват и диалекти. Освен това, макар Йемен да е традиционно считан за арабска родина, по-голямата част от населението там не говори арабски (за сметка на южносемитските езици) преди нашествието на исляма.
Влиянието на арабския език е дълбоко също в много други държави, в които културата е повлияна от исляма. Арабският е основен лексикален фонд за различни езици, започвайки от берберския, индонезийския, тагалога, малайския, малтийския, португалския, синдхи, пунджаби, сомалийския, испанския, суахили, турския, урду и други езици в други страни, където се говорят такива езици. Този процес достига апогея си през 10-14 век – връхната точка на арабската култура.
Макар много думи да са излезли от употреба оттогава, доста от тях са се запазили. Например китаб (думата на арабски за книга) се среща навсякъде в мюсюлманския свят (освен в малайския, сомалийския и индонезийския, където тя има специфично значение за религиозна книга) и в страните на някогашния Арабски халифат (освен в португалския и испанския, които използват съответно произлезлите от латинския livro и libro).